# Dílar
Dílar – gmina w Hiszpanii, w prowincji Grenada, w Andaluzji, o powierzchni 79,28 km². W 2011 roku gmina liczyła 1821 mieszkańców. Rzeka Dílar przepływa przez obszar miejski.